# Miss Svájc

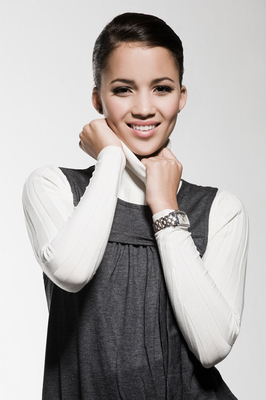
Whitney Toyloy, Miss Svájc 2008, Miss Universe 2009 középdöntős

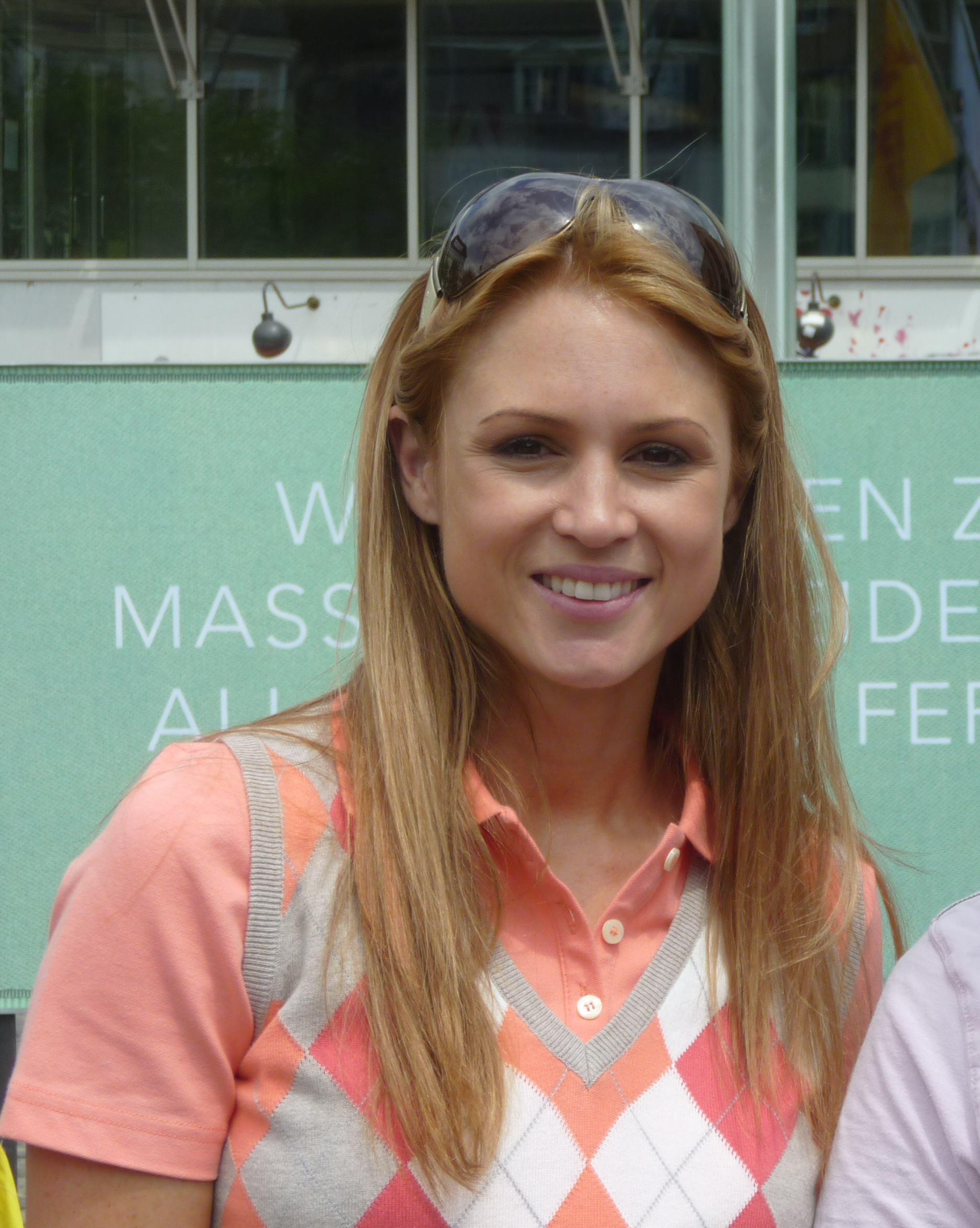
Jennifer Ann Gerber, Miss Svájc 2001

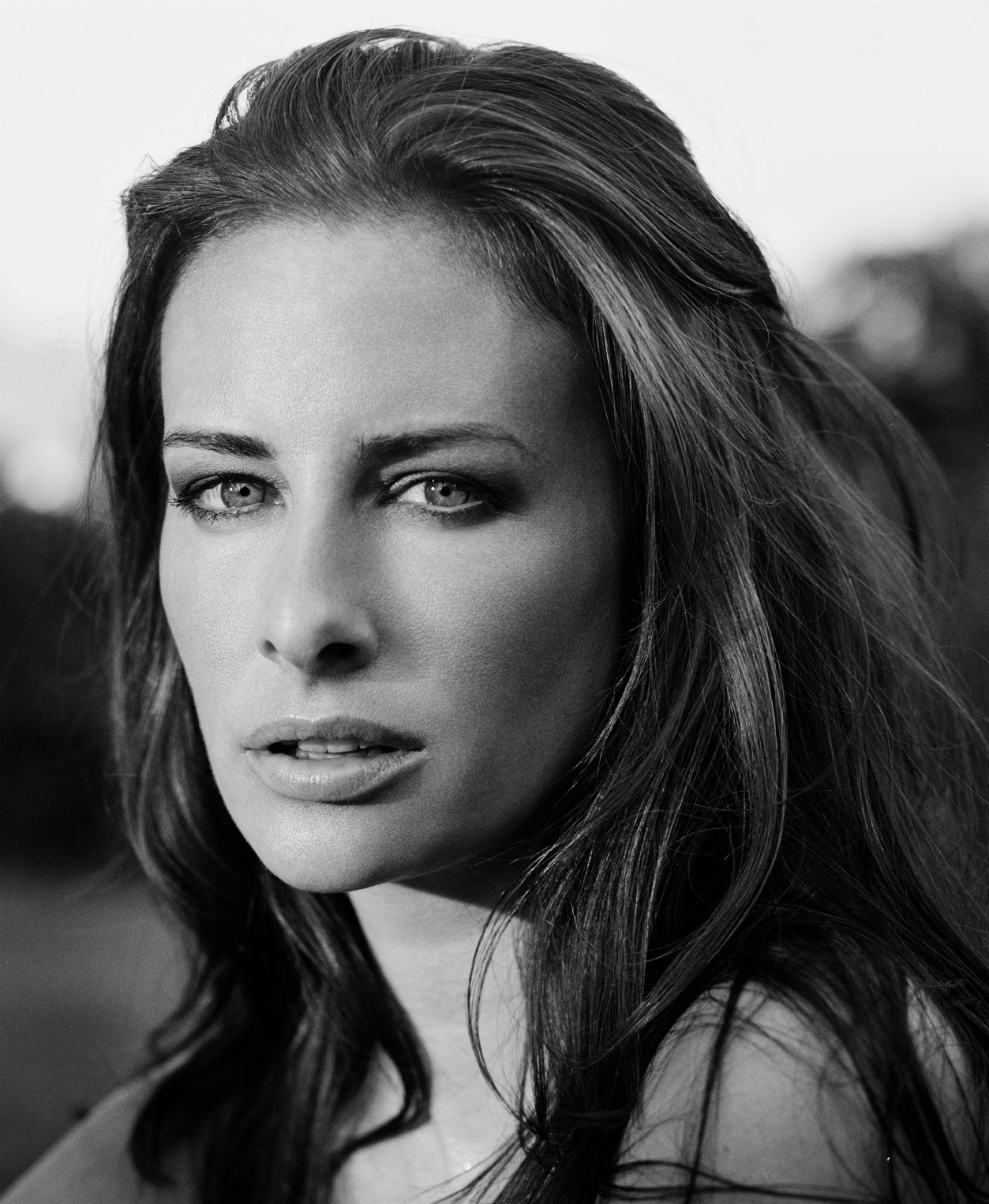
Patricia Fässler, Miss Svájc 1993, Miss Universe 1994 középdöntős

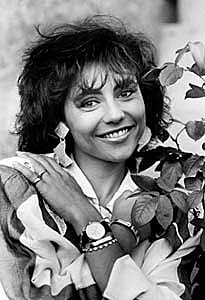
Lolita Morena, Miss Svájc 1982, Miss Universe 1983 4. helyezett

A Miss Svájc (németül: Miss Schweiz, olaszul: Miss Swizzera, franciául: Miss Suisse, rétorománul: Miss Svizra) egy évenkénti megrendezésű szépségverseny Svájcban, ugyanakkor a nemzetközi versenyekre utazó svájci jelöltek közkeletű megszólítása.
A hagyományos Miss Svájc verseny mellett létezik a Miss Earth Switzerland verseny is.
A Miss Svájc a Miss World és Miss Universe versenyekre küld versenyzőt, míg a Miss Earth Switzerland a Miss Earth verseny svájci válogatója.

## Miss Svájc
A verseny győztesét a zsűri és a közönség együttes szavazatai alapján választják ki. A versenyt 1976 óta a Miss Schweiz Organisation AG szervezi.
Először 1951-ben rendezték meg, de 1954 és 1960 között nem szerveztek versenyt. A győztesek:
| Év      | Győztes              | kanton     |
| ------- | -------------------- | ---------- |
| 1951    | Jacqueline Genton    | Vaud       |
| 1952    | Sylvia Müller        |            |
| 1953    | Danielle Oudinet     |            |
| 1961    | Liliane Burnier      |            |
| 1962    | Francine Delouille   |            |
| 1963    | Diane Tanner         |            |
| 1964    | Sandra Sulzer        | Vaadt      |
| 1965    | Yvette Revelly       |            |
| 1966    | Hedy Frick           |            |
| 1967    | Edith Fraefel        |            |
| 1968    | Jeannette Biffiger   | Wallis     |
| 1969    | Liselotte Pauli      | Aargau     |
| 1970    | Diane Jane Roth      |            |
| 1971    | Anita Andrini        | Tessin     |
| 1972    | Astrid Vollenweider  | Zürich     |
| 1973    | Dunya Wiederkehr     | Zürich     |
| 1974    | Jeannette Keller     | Zürich     |
| 1975    | Beatrice Aschwanden  | Solothurn  |
| 1976    | Isabelle Fischbacher | Vaadt      |
| 1977    | Daniela Haeberli     |            |
| 1978    | Silvia von Arx       |            |
| 1979    | Barbara Mayer        |            |
| 1980    | Jeannette Linkenheil |            |
| 1981    | Brigitte Voss        | Bern       |
| 1982/83 | Lolita Morena        | Genf       |
| 1984    | Silvia Affolter      | Zürich     |
| 1985    | Eveline Glanzmann    | Aargau     |
| 1986/87 | Renate Walther       | Luzern     |
| 1988    | Karina Berger        | Zürich     |
| 1989/90 | Catherine Mesot      | Freiburg   |
| 1991    | Sandra Aegerter      | Aargau     |
| 1992    | Valérie Bovard       | Vaadt      |
| 1993    | Patricia Fässler     | Zürich     |
| 1994    | Sarah Briguet        | Wallis     |
| 1995    | Stéphanie Berger     | Zürich     |
| 1996    | Melanie Winiger      | Tessin     |
| 1997    | Tanja Gutmann        | Solothurn  |
| 1998    | Sonia Grandjean      | Zürich     |
| 1999    | Anita Buri           | Thurgau    |
| 2000    | Mahara Mc Kay        | Aargau     |
| 2001    | Jennifer Ann Gerber  | Aargau     |
| 2002    | Nadine Vinzens       | Graubünden |
| 2003    | Bianca Sissing       | Luzern     |
| 2004    | Fiona Hefti          | Zürich     |
| 2005    | Lauriane Gilliéron   | Vaadt      |
| 2006    | Christa Rigozzi      | Tessin     |
| 2007    | Amanda Ammann        | St. Gallen |
| 2008    | Whitney Toyloy       | Vaadt      |
| 2009    | Linda Fäh            | St. Gallen |
| 2010    | Kerstin Cook         | Luzern     |
| 2011    | Alina Buchschacher   | Bern       |

### Miss Universe-résztvevők
A Miss Universe versenyen Svájc először 1953-ban vett részt. Legjobb eredménye egy 3. hely volt, 2006-ban. A résztvevők neve és elért eredménye:
| Év   | Győztes                 | Eredmény     |
| ---- | ----------------------- | ------------ |
| 1953 | Danielle Oudinet        |              |
| 1960 | Elaine Murath           | középdöntős  |
| 1961 | Liliane Burnier         | középdöntős  |
| 1962 | Francine Delouille      |              |
| 1963 | Diane Tanner            |              |
| 1964 | Sandra Sulzer           |              |
| 1965 | Yvette Revelly          |              |
| 1966 | Hedy Frick              |              |
| 1967 | Elsbeth Ruegger         |              |
| 1968 | Jeannette Biffiger      |              |
| 1969 | Patrice Sollner         | középdöntős  |
| 1970 | Diane Jane Roth         | középdöntős  |
| 1971 | Anita Andrini           |              |
| 1972 | Anneliese Weber         |              |
| 1973 | Barbara Schöttli        |              |
| 1974 | Christine Lavanchy      |              |
| 1975 | Beatrice Aschwanden     |              |
| 1976 | Isabelle Fischbacher    |              |
| 1977 | Anja Kristin Terji      |              |
| 1978 | Silvia von Arx          |              |
| 1979 | Birgit Krahel           |              |
| 1980 | Jeannette Linkenheil    |              |
| 1981 | Margrit Kilchoer        |              |
| 1982 | Jeannette Linkenheil    |              |
| 1983 | Lolita Morena           | 4. helyezett |
| 1984 | Silvia Affolter         |              |
| 1986 | Evelin Nikole Glanzmann | középdöntős  |
| 1987 | Renate Walther          |              |
| 1988 | Gabriella Bigler        |              |
| 1989 | Karina Berger           |              |
| 1990 | Catherine Mesot         |              |
| 1992 | Sandra Aegerter         |              |
| 1993 | Valérie Bovard          |              |
| 1994 | Patricia Fässler        | középdöntős  |
| 1995 | Sarah Briguet           |              |
| 1996 | Stéphanie Berger        |              |
| 1997 | Melanie Winiger         |              |
| 1998 | Tanja Gutmann           |              |
| 1999 | Sonia Grandjean         |              |
| 2000 | Anita Buri              |              |
| 2001 | Mahara Mc Kay           |              |
| 2002 | Jennifer Ann Gerber     |              |
| 2003 | Nadine Vinzens          |              |
| 2004 | Bianca Sissing          | Top 15       |
| 2005 | Fiona Hefti             | Top 10       |
| 2006 | Lauriane Gilliéron      | 3. helyezett |
| 2007 | Christa Rigozzi         |              |
| 2008 | Amanda Ammann           |              |
| 2009 | Whitney Toyloy          | Top 10       |
| 2010 | Linda Fäh               |              |
| 2011 | Kerstin Cook            |              |
| 2012 | Alina Buchschacher      |              |

### Miss World-résztvevők
Svájc legjobb eredménye a Miss World versenyen egy második hely volt 1952-ben. 2006 óta nem vesz részt az ország a rendezvényen.
| Év   | Versenyző                | Eredmény     |
| ---- | ------------------------ | ------------ |
| 1952 | Sylvia Müller            | 2. helyezett |
| 1953 | Odette Michel            |              |
| 1954 | Claudine Buhler          |              |
| 1956 | Yolande Daetwyler        |              |
| 1966 | Janine Solliner          |              |
| 1967 | Edith Fraefel            |              |
| 1968 | Jeanette Biffiger        |              |
| 1970 | Sylvia Christina Weisser |              |
| 1971 | Patrice Sollner          |              |
| 1972 | Astrid Vollenweider      |              |
| 1973 | Magda Lepori             |              |
| 1974 | Astrid Maria Angst       |              |
| 1975 | Franziska Angst          |              |
| 1976 | Ruth Crottet             |              |
| 1977 | Daniela Patricia Haberli | középdöntős  |
| 1978 | Jeanette Keller          | 7. helyezett |
| 1979 | Barbara Mayer            | 5. helyezett |
| 1980 | Jeannette Linkenheil     |              |
| 1981 | Margrit Kilchoer         |              |
| 1982 | Lolita Morena            | 4. helyezett |
| 1983 | Patricia Lang            |              |
| 1984 | Silvia Anna Affolter     | középdöntős  |
| 1985 | Eveline Nicole Glanzmann | 7. helyezett |
| 1986 | Renate Walther           |              |
| 1987 | Gabriela Bigler          |              |
| 1988 | Karina Berger            |              |
| 1989 | Catherine Mesot          |              |
| 1990 | Priscilla Leimgruber     |              |
| 1991 | Sandra Aegerter          |              |
| 1992 | Valérie Bovard           |              |
| 1993 | Patricia Fässler         |              |
| 1994 | Sarah Briguet            |              |
| 1995 | Stéphanie Berger         |              |
| 1996 | Mélanie Winiger          |              |
| 1997 | Tanja Gutmann            |              |
| 1998 | Sonja Grandjean          |              |
| 1999 | Anita Buri               |              |
| 2000 | Mahara Brigitta McKay    |              |
| 2001 | Mascha Santschi          |              |
| 2003 | Bianca Nicole Sissing    | középdöntős  |
| 2004 | Fiona Hefti              |              |
| 2005 | Lauriane Gilliéron       |              |

## Miss Earth Switzerland
Svájc 2002 óta küld versenyzőt a Miss Earth versenyre, ahol a legjobb eredményük a Top8-ba jutás volt 2007-ben és 2008-ban.
| Év   | Győztes               | Helyezés |
| ---- | --------------------- | -------- |
| 2002 | Jade Chang            |          |
| 2003 | Catherine Waldenmeyer |          |
| 2004 | Simone Röthlisberger  |          |
| 2006 | Laura Ferrara         |          |
| 2007 | Stephanie Gossweiler  | Top 8    |
| 2008 | Nasanin Nuri          | Top 8    |
| 2009 | Graziella Rogers      |          |
| 2010 | Liza Andrea Kuster    |          |

## Fordítás
- Ez a szócikk részben vagy egészben  a   Miss Switzerland című angol Wikipédia-szócikk ezen változatának fordításán alapul.  Az eredeti cikk szerkesztőit annak laptörténete sorolja fel. Ez a jelzés csupán a megfogalmazás eredetét és a szerzői jogokat jelzi, nem szolgál a cikkben szereplő információk forrásmegjelöléseként.
- Ez a szócikk részben vagy egészben  a   Miss Schweiz című német Wikipédia-szócikk ezen változatának fordításán alapul.  Az eredeti cikk szerkesztőit annak laptörténete sorolja fel. Ez a jelzés csupán a megfogalmazás eredetét és a szerzői jogokat jelzi, nem szolgál a cikkben szereplő információk forrásmegjelöléseként.

## Külső hivatkozások
- Miss World hivatalos honlap
- Miss Universe hivatalos honlap
- Miss Earth hivatalos honlap
- Miss International hivatalos honlap
- GlobalBeauties.com
- Pageantopolis.com
- CriticalBeauty.com

- A Miss Svájc verseny honlapja